# فلوریان گریلیش
فلوریان گریلیچ (انگلیسی: Florian Grillitsch؛ زادهٔ ۷ اوت ۱۹۹۵) بازیکن فوتبال اهل اتریش است.
از باشگاه‌هایی که در آن بازی کرده‌است می‌توان به وردر برمن و هوفنهایم اشاره کرد.
وی همچنین در تیم‌های ملی فوتبال زیر ۲۱ سال اتریش، و اتریش بازی کرده‌است.